# Борисовский замок
 Бори́совский за́мок, Борисовская крепость (бел. Барысаўскі замак) — укрепление, существовавшее в городе Борисов Минской области Беларуси.

## Описание

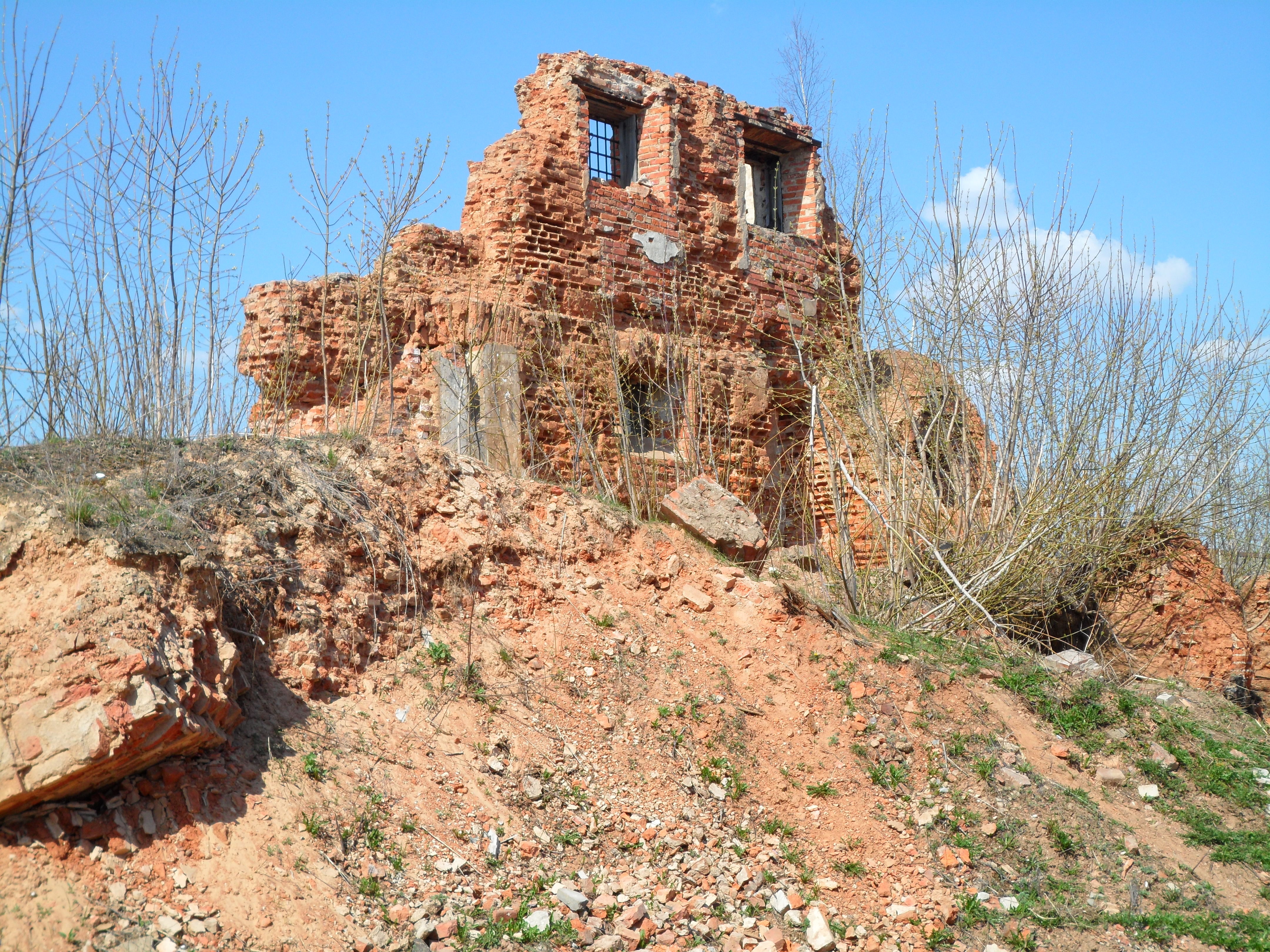
Современное состояние.

Было возведено возле поселения Борисов на левом берегу Березины при слиянии с ней реки Прильи, предположительно в конце XII— начале XIV века. Замок представлял собой деревянно-земляное укрепление на острове. С самого начала своего существования замок был достаточно хорошо укреплен. Он был окружен высоким земляным валом с деревянными стенами и башнями, а также рвом, который питался водами Березины и Пряхи. Самое старое свидетельство о Борисовском замке на новом месте, приходится на 1432 год, когда он упоминается в списке городов Свидригайло.
В 1507 г. русские войска появляются под Борисовом и занимают его окрестности. Борисов попал в осаду, но успешно ее выдержал. В 1514 г. Борисов осаждали войска русских воевод братьев Булгаковых, а также другие воеводы, однако замок опять выстоял. В 1542 году замок был подарен королем Сигизмундом Августом виленскому воеводе Яну Глебовичу. Несколько описаний Борисовского замка приходится на время Ливонской войны 1558–1583 гг. В августе 1563 г. Борисовский замок упоминается как большой, сделанный из дерева.
В первой половине XVII в. замок перестроен в пяти-башенную крепость, укрепленную большим рвом с водой. С востока к нему примыкал еще один возведенный новый замок. Новый замок имел линию обороны в виде острога, обнесенного валом и рвом. В 1655 году замок взят русскими войсками.
В начале 1660 года к городу подходят войска под руководством гетмана Стефана Чернецкого, однако нападающие испытывали острый недостаток артиллерии и пороха, а также съестных припасов для штурма сильных борисовских укреплений, поэтому захватили и сожгли только неукрепленных постройки. После двух месяцев неудачной осады замков и двух его штурмов они были вынуждены отойти от города. Зимой 1661 Борисовский замок вновь осаждали отряды Великого княжества Литовского и опять неудачно. Летом 1661 замок вновь осажден. Осада продолжалась до июля 1662 года, когда остатки гарнизона из за нехватки провианта вынуждены были уйти.
К 1697 г. руины деревянных стен замка сгнили, и остались только земляные укрепления.
В середине XIX века на месте сгнивших построек крепости Российской империей было построено двухэтажное каменное здание — «тюремный замок», который был обнесен каменной стеной. В другом источнике указано что в 1813 году генерал-майору А. И. Грессеру было поручено возобновление Борисовских укреплений и сформирование сапёрного и пионерного батальонов. Вокруг тюремных зданий по-прежнему с одной стороны было русло Березины, с другой — бывший оборонительный ров.